# Santa Ana, Kalifornija
Santa Ana je grad u američkoj saveznoj državi Kaliforniji, sjedište okruga Orange. Godine 2009. imao je 355.662 stanovnika, čime je bio deveti grad po brojnosti u saveznoj državi, a 53. u SAD-u. Od navedenog ima stanovnika, više od 3/4 je latinoameričkog podrijetla. Gustoća naseljenosti iznosi preko 5000 stanovnika na 1 km² te je Santa Ana jedan od najgušće naseljenih gradova u SAD-u.
Santa Ana se nalazi na jugu Kalifornije, 155 km sjeverno od meksičke granice, oko 50 km jugoistočno od Los Angelesa te oko 15 km od pacifičke obale. Grad je osnovan 1869. godine.
U gradu su rođene poznate glumice Diane Keaton i Michelle Pfeiffer.

## Vanjske poveznice
- Službena stranica (engl.)

### Ostali projekti
|  | Zajednički poslužitelj ima još gradiva o temi Santa Ana, Kalifornija |